# Statistician
Un statistician este o persoană care lucrează cu statistici teoretice sau aplicate. Profesia există atât în sectorul privat, cât și în cel public. Este comună combinarea cunoștințelor statistice cu expertiza la alte subiecte, iar statisticienii pot lucra ca angajați sau ca consultanți statistici.

## Natura lucrării
Potrivit Biroului Statisticilor Muncii din Statele Unite, din 2014, 26.970 de locuri de muncă au fost clasificate ca statistician în Statele Unite. Dintre acești oameni, aproximativ 30 la sută au lucrat pentru guverne (federale, de stat sau locale). În mai 2016, plata mediană pentru statisticienii din Statele Unite a fost de 80.500 de dolari. În plus, există un număr substanțial de oameni care utilizează statistici și analize de date în activitatea lor, dar au titluri de muncă, altele decât statistician, cum ar fi actuarii, matematicienii aplicați, economiști, oamenii de știință de date, analiștii de date (analitici predictivi), analiști financiari , psihometrie, sociologi, epidemiologi și psihologi cantitativi. Statisticienii sunt incluși în profesiile din diferite clasificări profesionale naționale și internaționale. Potrivit BLS, "Ocuparea forței de muncă globală este proiectată să crească cu 33% din 2016 până în 2026, mult mai repede decât media pentru toate ocupațiile. Întreprinderile vor avea nevoie de acești lucrători pentru a analiza volumul din ce în ce mai mare de date digitale și electronice".
În Statele Unite, majoritatea locurilor de muncă în domeniu necesită fie un master în statistici, fie un domeniu aferent, fie un doctorat. „Lucrările tipice includ colaborarea cu oamenii de știință, furnizarea de modele matematice, simulări, proiectarea de experimente aleatoare și planuri de eșantionare aleatoare, analiza rezultatelor experimentale sau ale sondajului și prognozarea evenimentelor viitoare (cum ar fi vânzările unui produs)”.

## Vezi și
- Listă de statisticieni
- Istoricul statisticilor

## Legături externe
- Statistician entry, Occupational Outlook Handbook, U.S. Bureau of Labor Statistics
- Careers Center, American Statistical Association
- Careers information, Royal Statistical Society (UK) Arhivat în 4 august 2020, la Wayback Machine.
- Listing of tasks and duties - The International Standard Classification of Occupations (ISCO)
- Listings of nature of work etc - O*NET